# For the Night
«For the Night» — песня американского рэпера Pop Smoke при участии Lil Baby и DaBaby, с посмертно изданного дебютного студийного альбома первого, Shoot for the Stars, Aim for the Moon (2020). Она была написана самими рэперами и продюсерами CashMoneyAP, Palaze и Mike Dean. Песня была выпущена в качестве четвертого сингла с альбома 3 октября 2020 года на лейблах Victor Victor Worldwide и Republic Records, а несколько дней спустя был выпущен одноимённый мини-альбом.

## История
Pop Smoke нашел оригинальный бит песни на YouTube-канале датского продюсера Palaze. Французский продюсер CashMoneyAP переработал песню вместе с Palaze, Daniel Mxras, Jess Jackson и Mike Dean. CashMoneyAP добавил партии клавиш и баса, а Palaze дополнил композицию ударными. Команда Pop Smoke была удивлена, когда он записал свой вокал, так как они впервые услышали как он поет. Команда Pop Smoke отправилась на Багамы для работы над его альбомом, когда он спел «For the Night» без предупреждения. Руководитель звукозаписывающей компании Стивен Виктор похвалил песню и сказал, что хочет добавить вокал американского рэпера Lil Baby. Виктор решил, что участие Lil Baby в песне было бы творческим и звуковым успехом, так как Pop Smoke всегда хотел работать с ним.
Предполагалось, что в песне примут участие Lil Baby и американский рэпер YoungBoy Never Broke Again, причем YoungBoy хотел, чтобы его включили в трек. CashMoneyAP решил отказать ему в участии, так как посчитал, что рэпер не подходит. После того как 50 Cent присоединился к Виктору для завершения работы над альбомом Pop Smoke, он позвал американского рэпера DaBaby, чтобы тот тоже принял участие в песне. DaBaby сначала не знал, что Lil Baby участвует в треке. Главной задачей Джексона было совместить работу над тембром Lil Baby с DaBaby. Джексон и Майк Дин смикшировали и воссоздали всю музыку с нуля, сохранив при этом барабаны CashMoneyAP.

## Написание и композиция
Песня «For the Night» была написана Pop Smoke, Lil Baby, DaBaby, CashMoneyAP, Palaze и Wylo. Продюсерами песни выступили CashMoneyAP и Palaze, а Wylo, Jess Jackson и Mike Dean были указаны как дополнительные продюсеры. «For the Night» — это песня в жанрах хип-хоп, трэп и соул, состоящая из акустической гитары, народных флейт, автотюна вокала и обработанных стонов Lil Baby и DaBaby.

## Список композиций
Информация взята из Spotify.
| №                   | Название                                        | Продюсер                                                                                                | Длительность |
| ------------------- | ----------------------------------------------- | --- | ------------ |
| 1.                  | «For the Night» (при участии Lil Baby и DaBaby) | Cashmoney AP, Palaze, Jess Jackson, Mike Dean, Wylo                                                     | 3:10         |
| 2.                  | «Hello» (при участии A Boogie wit da Hoodie)    | Rico Beats, Cahsmoney AP, L3gion                                                                        | 3:10         |
| 3.                  | «The Woo» (при участии 50 Cent и Родди Рича)    | 808Melo, Rxcksta, JW Lucas, DJ Drewski, 1801 Records, Jess Jackson, K. Mack, Billy J, Ray Lennon, Jer-Z | 3:21         |
| 4.                  | «Got It On Me»                                  | Young Devante                                                                                           | 2:44         |
| 5.                  | «Creature» (при участии Swae Lee)               | 808Melo, Swirv, PittThaKiD, Yung Swisher                                                                | 3:22         |
| 6.                  | «Aim For The Moon» (при участии Quavo)          | WondaGurl, 5ive Beatz, Tyy Beats, Dez Wright, 808 Melo, Dani                                            | 2:55         |
| Общая длительность: | Общая длительность:                             | Общая длительность:                                                                                     | 18:45        |

## Чарты
| Чарт (2020–2021)                      | Высшая позиция |
| ------------------------------------- | -------------- |
| Австралия (ARIA)                      | 13             |
| Австрия (Ö3 Austria Top 40)           | 19             |
| Бельгия/Фландрия (Ultratop 50)        | 41             |
| Бельгия/Валлония (Ultratip)           | 3              |
| Канада (Billboard Canadian Hot 100)   | 7              |
| Чехия (Singles Digitál Top 100)       | 41             |
| Дания (Tracklisten)                   | 16             |
| Франция (SNEP)                        | 31             |
| Германия (GfK)                        | 28             |
| Греция (IFPI)                         | 1              |
| Мир (Billboard Global 200)            | 7              |
| Венгрия (Stream Top 40)               | 18             |
| Исландия (Plötutíðindi)               | 15             |
| Ирландия (IRMA)                       | 14             |
| Италия (FIMI)                         | 69             |
| Нидерланды (Single Top 100)           | 15             |
| Острова Кука (RMNZ)                   | 9              |
| Норвегия (VG-lista)                   | 8              |
| Португалия (AFP)                      | 5              |
| Румыния (Airplay 100)                 | 77             |
| Словакия (Singles Digitál Top 100)    | 39             |
| Швеция (Sverigetopplistan)            | 18             |
| Швейцария (Schweizer Hitparade)       | 7              |
| Великобритания (UK Singles Chart)     | 14             |
| США (Billboard Hot 100)               | 6              |
| США (Billboard Hot R&B/Hip-Hop Songs) | 4              |
| США (Billboard Rhythmic)              | 1              |
| США Rolling Stone Top 100             | 2              |

| Чарт (2020)                           | Позиция |
| ------------------------------------- | ------- |
| Австралия (ARIA)                      | 83      |
| Австрия (Ö3 Austria Top 40)           | 70      |
| Канада (Canadian Hot 100)             | 51      |
| Дания (Tracklisten)                   | 73      |
| Франция (SNEP)                        | 114     |
| Венгрия (Stream Top 40)               | 62      |
| Нидерланды (Single Top 100)           | 61      |
| Швеция (Sverigetopplistan)            | 82      |
| Швейцария (Schweizer Hitparade)       | 37      |
| Великобритания Singles (OCC)          | 99      |
| США Billboard Hot 100                 | 49      |
| США Hot R&B/Hip-Hop Songs (Billboard) | 24      |

| Чарт (2021)                           | Позиция |
| ------------------------------------- | ------- |
| США Global 200 (Billboard)            | 40      |
| Португалия (AFP)                      | 67      |
| США Billboard Hot 100                 | 32      |
| США Hot R&B/Hip-Hop Songs (Billboard) | 18      |
| США Rhythmic (Billboard)              | 3       |

## Сертификации
| Регион | Сертификация  | Продажи   |
| --- | ------------- | --------- |
| Австралия (ARIA) | 2× Платиновый | 140 000   |
| Австрия (IFPI Austria) | Золотой       | 15 000    |
| Дания (IFPI Danmark) | Платиновый    | 90 000    |
| Франция (SNEP) | Платиновый    | 200 000   |
| Германия (BVMI) | Золотой       | 200 000   |
| Италия (FIMI) | Платиновый    | 70 000    |
| Новая Зеландия (RMNZ) | Платиновый    | 30 000    |
| Польша (ZPAV) | Золотой       | 25 000    |
| Португалия (AFP) | 2× Платиновый | 20 000    |
| Великобритания (BPI) | Платиновый    | 600 000   |
| США (RIAA) | 4× Платиновый | 4 000 000 |
| Греция (IFPI Greece) | Платиновый    | 2 000 000 |
| Швеция (GLF) | Платиновый    | 8 000 000 |
| Данные о продажах + прослушиваниях приведены только на основе сертификации. · Данные только о прослушиваниях приведены на основе сертификации. |               |           |